# Monasterio de Sant Pere de les Maleses
El monasterio de Sant Pere de les Maleses es un antiguo cenobio benedictino localizado dentro del término municipal de la Puebla de Segur, en la comarca catalana del Pallars Jussá. El monasterio está situado en la entrada del desfiladero de Collegats.

## Historia
Su fundación se debe al abad Atili quien en 868 fundó una congregación dedicada a San Andrés. Estaba unido a la abadía de Sant Vicenç d'Oveix en el que residieron los monjes hasta que, a mediados del siglo X, se decidió iniciar la vida monástica en Sant Pere.
Recibió varias donaciones por parte de los condes de Pallars y se construyó un nuevo templo, consagrado en 988 siendo abad Isern. A finales del siglo XI era ya tan sólo un priorato del monasterio de Santa María de Gerri. El monasterio de Sant Pere quedó secularizado en 1592 y se creó una vicaría perpetua.

## Descripción
Quedan únicamente ruinas del edificio románico. Se conservan aún dos ábsides de la iglesia en los que pueden verse algunos restos de pinturas murales. El templo estaba construido debajo de una roca que hacía las funciones de techo. Viendo la estructura se puede deducir que el templo original tenía unos once metros de largo por ocho de ancho y que tenía la portada de entrada situada en la zona del mediodía.